# یواس‌اس واندرر (اس‌پی-۲۴۴۰)
یواس‌اس واندرر (اس‌پی-۲۴۴۰) (به انگلیسی: USS Wanderer (SP-2440)) یک کشتی بود که طول آن ۳۳ فوت ۶ اینچ (۱۰٫۲۱ متر) بود. این کشتی در سال ۱۹۱۳ ساخته شد.